# Санчонуньйо
Санчонуньйо (ісп. Sanchonuño) — муніципалітет в Іспанії, у складі автономної спільноти Кастилія-і-Леон, у провінції Сеговія. Населення — 936 осіб (2010).
Муніципалітет розташований на відстані близько 110 км на північний захід від Мадрида, 43 км на північ від Сеговії.

## Демографія
Динаміка населення (INE ):

## Галерея зображень

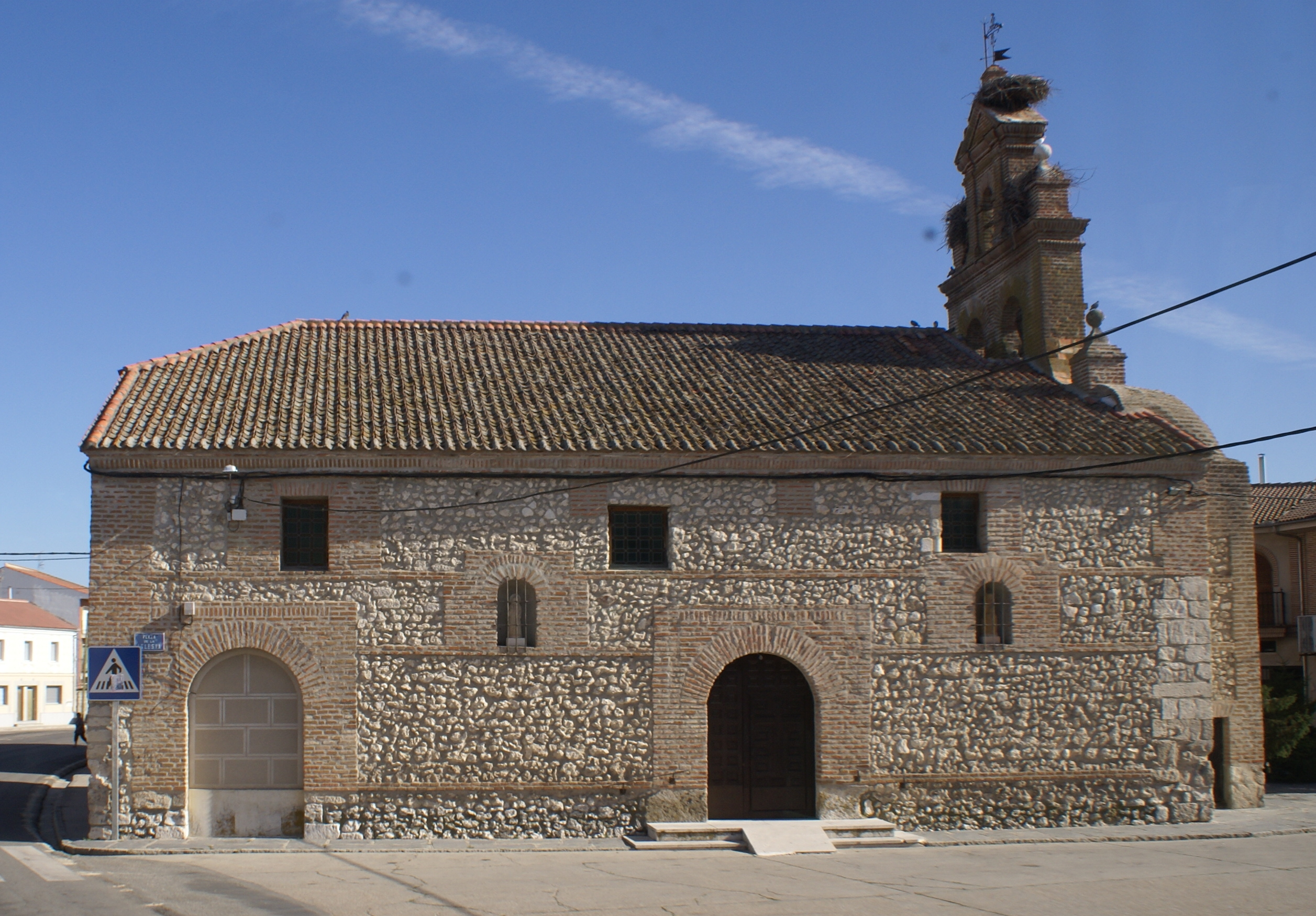
Парафіяльна церква Санто-Томас